# Megophrys zunhebotoensis
Megophrys zunhebotoensis es una especie de anfibio anuro de la familia Megophryidae.

## Distribución geográfica
Esta especie es endémica del estado de Nagaland en el noreste de la India. Habita en el distrito de Zunheboto a unos 1715 m de altitud.

## Etimología
El nombre de su especie, compuesto de zunheboto y el sufijo latín -ensis, significa "que vive, que habita", y le fue dado en referencia a la ubicación de su descubrimiento, el distrito de Zunheboto.

## Publicación original
- Mathew & Sen, 2007 : Description of two new species of Xenophrys (Amphibia: Anura: Megophryidae) from north-east India. Cobra, vol. 1, n.º 2, p. 18-28.[4]